# うちのファンタジー世界の考察
うちのファンタジー世界の考察（うちのファンタジーせかいのこうさつ）は、小林裕也によるコラム。新紀元社のRole&Rollに連載されている。

## 概要
タイトルの通りファンタジー世界のさまざまな事象を考察することを目的としている。タイトルに「うちの」と入っている通り作者独自の設定が入ることがある。
Role&Roll誌では毎号1ページ掲載されている。この掲載分に描きおろしを加えた書籍が複数巻発売されている。各巻に個別のタイトルがついているが、本稿では便宜上「1巻」-「3巻」と表記する。
文章とイラストだけでなくレイアウトやタイトルロゴも筆者が担当しているため、描く側は大変だが編集は楽だと作者は述べている。内容に関しても打ち合わせ等はなく、作者が複数の作品を書いて編集がその中から選んで載せている。

## 設定
上述の通り、考察の中には作者独自の設定が入る場合がある。以下に挙げたものは、複数の記事で共通しているものである。
六脚セキツイ動物
ペガサスのような翼をもった生物やケンタウロスのように3対の手足を持った生物を説明するために作られた設定。肩甲骨が2つに分かれ、そこから1対の脚が生えている。
空気より軽い気体
風船（飛行船のようなもの）を宙に浮かべるために使用される気体。宙を泳ぐ魚が体内に溜めている。
人型のモンスター
「人種差別のニオイがする」という理由から、人間と敵対するゴブリンやオーガは哺乳類以外に設定されている。

## 内容
内容は1ページで完結している。以下は書籍で使用されている分類である。
幻想生物（動植物系）
1巻・2巻・3巻
ドラゴンと人間型を除く生物一般。架空の生物の他、絶滅動物も扱われる。実在の動物に関しては「自然」節で取り上げられることもある。
幻想生物（亜人系）
1巻・2巻・3巻
人間型の生物。
幻想生物（ドラゴン系）
1巻・2巻・3巻
ドラゴンとワイバーン。両者の違いは「六脚で翼を持つものと四脚で翼を持たないものがドラゴン」「四脚で翼を持つものがワイバーン」としている。ドラゴンそのものの他、ドラゴンの食料となる大型生物なども考察されている。
自然
2巻・3巻
地形などの自然。動植物がここで扱われることもある。
文化・生活
1巻・2巻・3巻
城や都市、各種施設など。現実世界では考えにくい「ファンタジーな城」「ファンタジーな都市」などが取り上げられている。
道具
1巻・2巻
武器・防具など。1巻は「アドベンチャーなアイテム」。
乗り物
1巻・2巻・3巻
馬車・船など。作者が好きなことから、特に船に関する記事が多い。オリジナルの設定として、空を飛ぶ「風船（かざぶね）」も取り上げている。
ジャパニッシュファンタジー
1巻・2巻・3巻
日本風の世界。「サムライ」や「ニンジャ」のような職業や、「河童」「ヌエ」のような妖怪も取り上げられている。3巻では「ジャパニッシュマイス」として日本神話の世界も扱っている。
作者は好きなテーマだが、編集部では日本人にはあまり人気がないと判断しているらしくRole&Roll誌にはあまり掲載されない。
アラベスクファンタジー
1巻
中東風の世界。
スチームパンク
3巻
スペースオペラ
3巻
アラカルト
1巻・2巻・3巻
上に含まれなかったものが収録されている。

## 書誌情報
1. 『うちのファンタジー世界の考察』（2009年12月6日発行） ISBN 978-4-7753-0771-7
2. 『うちのファンタジー世界の考察+（プラス）』（2010年6月8日発行） ISBN 978-4-7753-0816-5
3. 『うちのファンタジー世界の考察 おかわり』（2015年11月8日発行） ISBN 978-4-7753-1379-4